# نداء الخوف
و مصطلح يتم استخدامه في علم النفس والإجتماع  وأيضاً في التسويق. و يمكن وصفه بصفة عامة على أنه إستراتيجية لتحفيز الأشخاص على إتخاذ موقف معين أو تأييد سياسة بعينها أو حتى شراء منتج معين عن طريق إثارة مشاعر الخوف. أحد الأمثلة الشهيرة على ذلك في مجال الإعلانات التليفزيونية إعلان استخدم صوت الجلجلة الموسيقية حيث استخدم عبارة: «لا تلتقط غريباً بسيارتك ولكن اقتني بريستون المضاد للتجمد». وقد كان هذا الإعلان مصحوباً بصور لغرباء غامضين (المسافرين المتطفلين) اللذين من الممكن أن يتسببوا في الأذى لمن يلتقطهم بالسيارة. لم يكن الهدف الأساسي للإعلان إبراز مميزات منتج بريستون بل كان يهدف إلى بث الخوف من الأضرار التي قد تحدث عند استخدام أي منتج آخر غريب.
يعد نداء الخوف رسالة مُقنِعة تحاول إثارة الخوف بهدف تغيير السلوك عن طريق التهديد بوقوع الخطر أو الأذى الوشيك، ويعبر عن المجازفة أو القابلية للتعرض للمخاطرة، ثم بعد ذلك إما أن يتم طرح اقتراح لإتخاذ إجراء وقائي أو لا.
من المفترض أن يخلق الشعور بالتهديد من خلال النداء نوعاً من إثارة الخوف.  ومن المعتقد أن حالة الخوف تعتبر حالة عاطفية غير محمودة تتضمن إثارة للأعضاء الجسدية التي تحفز بدورها ردود الفعل الإدراكية الوجدانية السلوكية والموجهة لتخفيف حدة الشعور بالتهديد أو الخوف. ويوجد العديد من الأمثلة النظرية على رسائل نداء الخوف. على سبيل المثال: نموذج العملية المتوازية الممتدة ونظرية الحافز ونظرية المنفعة الموضوعية المتوقعة ونظرية التحفيز الواقي ونموذج المعتقد الصحي ونظرية الفعل المعقول ونموذج نظرية التغيير. تلك النماذج يتم استخدامها على نطاق واسع في محتوى حملات المعاملة المسيئة وبرامج الصحة الجنسية والعديد من سياقات الصحة العامة الآخرى. يتأثر الانعكاس المُقنِع لنداءات الخوف  بالعديد من العوامل مثل السمات الشخصية  والنجاعة الذاتية وإدراك الأعراف وقوة الخوف والتهديد الملموس وإدراك فعالية العلاج وكذلك آليات الدفاع.  تم الوصول إلى نتائج مختلطة من الدراسات التي حاولت استكشاف مدى تأثير نداءات الخوف على تعديل السلوك، كما أوصت تحاليل إحصائية حديثة بضرورة اتخاذ الاحتياط اللازم عند استخدام نداءات الخوف.